# Emily's D+Evolution
Albums de Esperanza Spalding
Radio Music Society
(2012) Exposure
(2017)
Emily's D+Evolution est un album de la chanteuse et contrebassiste américaine Esperanza Spalding, paru en 2016 chez Concord Records.

## À propos de l'album

### Contexte
Esperanza Spalding est une chanteuse et contrebassiste couronnée de succès. Après la sortie de son précédent album Radio Music Society, en 2012, et l'obtention du Grammy Award du meilleur nouvel artiste (2011), la musicienne retourne à Portland, sa ville natale, pour prendre du recul et échapper à la pression de l'industrie musicale.

### Album-concept
« Emily est mon deuxième prénom, et j'utilise ce personnage comme un guide intérieur. Ce projet a pour but de retrouver et développer des envies non cultivées de mon passé, et de les utiliser comme une boussole afin d'aller de l'avant et m'enrichir. […] Mon désir est de créer un monde autour de chaque chanson, il y a beaucoup de thèmes et d'histoires incroyables à développer à travers la musique. Nous mettons en scène les chansons autant que nous les jouons, en habitant un personnage, en utilisant le langage du corps ainsi que la vidéo. »

— Esperanza Spalding.
Emily's D+Evolution est un album-concept que l'on peut rapprocher d'un opéra-rock, pensé comme une suite de tableaux. 
Emily est un alter-ego, une version enfantine de la musicienne : on l'appelait souvent Emily durant ses jeunes années, et ce personnage est une façon pour elle de se relier à une part d'enfance, de spontanéité, de créativité, et d'intégrer différentes pratiques (la danse, le jeu) dans son art,. Emily lui permet d'« explorer des idées complexes sur la vie, l'amour, le sexe, la race, l'éducation et le processus créatif ». Les paroles des chansons parlent de plafond de verre, des rêves que l'on laisse de côté et de ceux que l'on poursuit, des différentes versions de nous-mêmes qui peuvent coexister et nous aider à progresser. L'album se termine de façon triomphante, invitant à dépasser ses peurs et vivre sa vie (« funk your fear, live your life »).

### Sur scène
Emily's D+Evolution a d'abord été pensé pour la scène, comme une pièce de théâtre inspirée par les poètes surréalistes incluant plusieurs modes d'expression, comme la danse, le théâtre ou les marionnettes, et en laissant plus de place aux parties instrumentales et solistes,,. À l'occasion, Esperanza Spalding abandonne son habituelle coupe afro et arbore de longues tresses, des lunettes de couleur, et des pantalons colorés, tenues qui rappellent celles qu'elle portait durant son enfance,.

### La musique

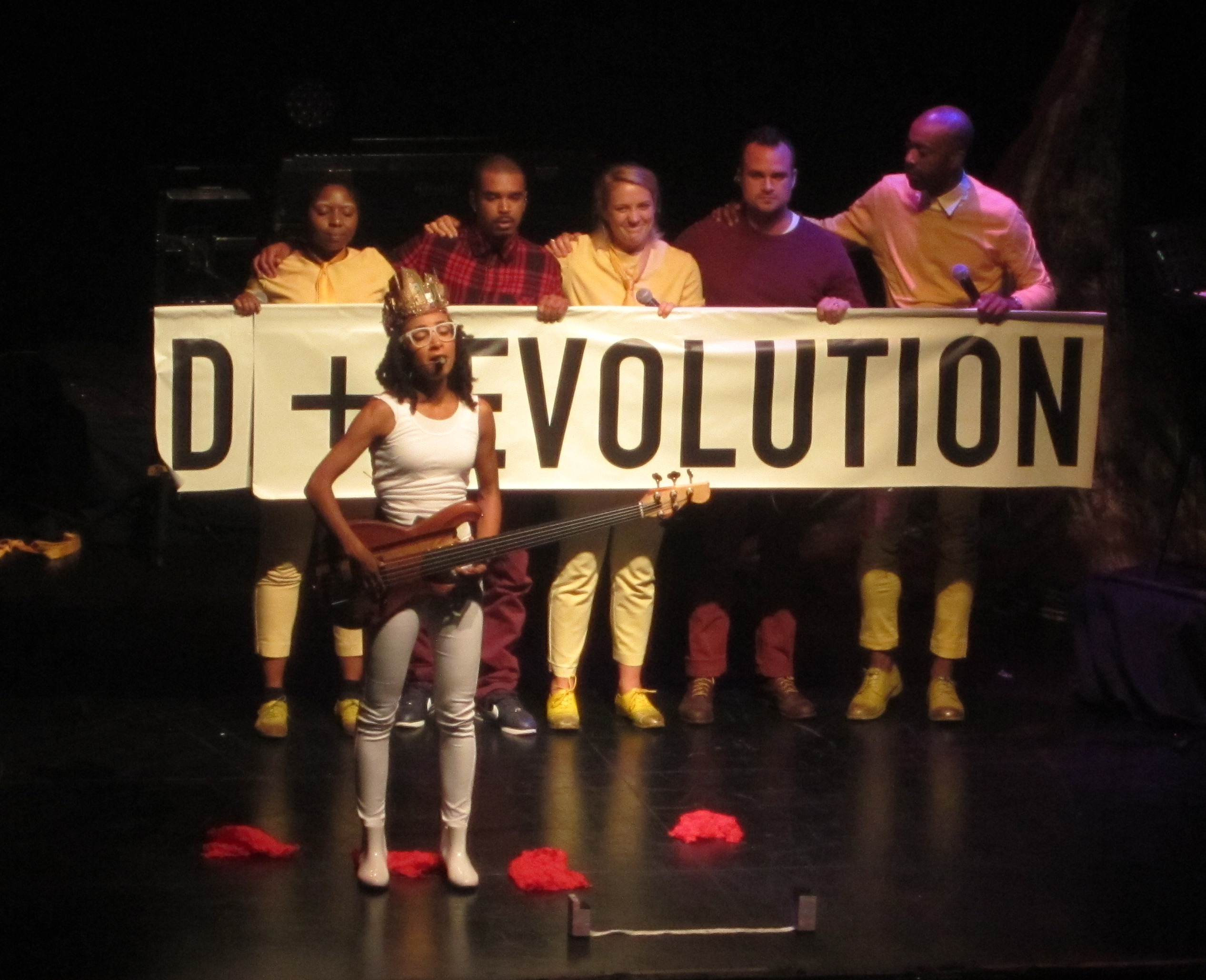
Esperanza Spalding à Santiago en septembre 2016, lors de la tournée qui suit la sortie de l'album.

Si le cœur de l'album tourne autour du jazz, Esperanza Spalding y superpose de nombreux genres musicaux et intègre des sonorités plus pop que sur ses précédents disques, intégrant des éléments de rock progressif et jazz fusion, avec une couleur évoquant les années 1970,,. Pour autant, les morceaux conservent la complexité des compositions de la contrebassiste, et certaines chansons auraient pu être composées par Wayne Shorter ou Frank Zappa. On peut également penser à Prince, à une version jazz fusion de Dirty Projectors, à tUnE-yArDs dans les arrangements ainsi qu'au travail de Joni Mitchell avec Wayne Shorter et Jaco Pastorius. Elle termine d'ailleurs certains concerts par une reprise de Help Me de Joni Mitchell, et Pastorius semble avoir inspiré le son de basse du disque,,.
Emily's D+Evolution se concentre sur les chansons et met en son cœur la voix de Spalding, qui évoque « Kate Bush, Janelle Monáe ou même une version féminine de Jack Bruce au sein d'un Cream du XXIe siècle », Spalding elle-même revendiquant la filiation avec ce power trio,.
L'album est coproduit par Spalding et Tony Visconti, qui a notamment travaillé avec David Bowie. Spalding est au cœur d'un power trio avec le guitariste Matthew Stevens (en) et le batteur Karriem Riggins (en),. Le cœur de l'album est enregistré devant un petit public en studio à Los Angeles.

## À propos des chansons
Good Lava et Funk the Fear ressemblent à une collaboration entre Frank Zappa et Jimi Hendrix. Sur ce dernier morceau, l'unisson basse/guitare n'a que le défaut de durer trop peu de temps.
La chanson Unconditional Love est une remarquable ballade pop,.
Judas mêle la complexité harmonique et mélodique du jazz avec la construction d'une chanson pop des années 1960.
Earth to Heaven met en valeur la puissance de la voix de Spalding.
Sur One, le chant, qui rappelle Joni Mitchell, se superpose à un chœur grec et à des lignes de guitare évoquant John McLaughlin avec Mahavishnu Orchestra,
.
Ebony and Ivy s'ouvre par du spoken word mitraillé façon hip-hop robotique. Spalding y parle d'un monde mythique de l'enfance, où se rejoignent les joies de l'apprentissage dans la nature, et le désir pour une éducation formelle, avec des références à la manière dont la science a jadis pu servir à justifier l'esclavage,. Le titre de la chanson fait d'ailleurs probablement référence à un essai de Craig Steven Wilder (en) paru en 2013, Ebony and Ivy: Race, Slavery, and the Troubled History of America's Universities, se penchant sur les rapports troubles entre le monde académique et l'esclavage,. Cette chanson, un des chefs-d'œuvre de l'album, peut évoquer Kendrick Lamar.
La guitare acoustique sur Noble Nobles fait penser encore une fois à Joni Mitchell.
Elevate or Operate évoque les mélodies de Steely Dan ou Captain Beefheart, chef-d'œuvre.
L'album se termine par I Want It Now, reprise irrévérencieuse et théâtrale d'une chanson du film Charlie et la Chocolaterie,,.

## Réception critique
L'album est largement salué par la critique : The Guardian, Citizen Jazz, AllMusic, Rolling Stone, Los Angeles Times, Ebony, The New York Times…
Pour Marcus J. Moore de Pitchfork, « l'album, nerveux, bouillonnant, sonne comme un défi, avec le type de férocité que l'on ne trouve qu'après avoir passé du temps seul, loin des feux de la rampe ». Will Layman de PopMatters écrit : « Emily's D+Evolution est d'une beauté stupéfiante, et cet ensemble d'une douzaine de chansons relie les genres de manière astucieuse et convaincante. […] [C'est un disque] que seule Spalding aurait pu enregistrer, et il le proclame avec force, confiance et style ».

## Titres de l'album
Toute la musique est composée par Esperanza Spalding.
| No  | Titre                                                       | Durée |
| --- | ----------------------------------------------------------- | ----- |
| 1.  | Good Lava                                                   | 3:38  |
| 2.  | Unconditional Love                                          | 3:46  |
| 3.  | Judas                                                       | 4:11  |
| 4.  | Earth to Heaven                                             | 3:52  |
| 5.  | One                                                         | 3:15  |
| 6.  | Rest in Pleasure                                            | 4:59  |
| 7.  | Ebony and Ivy                                               | 4:23  |
| 8.  | Noble Nobles                                                | 3:34  |
| 9.  | Farewell Dolly                                              | 2:08  |
| 10. | Elevate or Operate                                          | 4:04  |
| 11. | Funk the Fear                                               | 5:07  |
| 12. | I Want It Now (écrit par Anthony Newley et Leslie Bricusse) | 2:51  |

## Musiciens
- Esperanza Spalding : basse, chant
- Matthew Stevens (en) : guitare
- Justin Tyson : batterie (pistes 1, 6, 11 et 12)
- Karriem Riggins (en) : batterie (pistes 2 à 5, 7 à 10)
- Corey King : synthétiseur, chœurs
- Emily Elbert, Nadia Washington, Celeste Butler, Fred Martin, Katriz Trinidad, Kimberly L. Cook-Ratliff : chœurs